# Лебяжье (Куртамышский район)
Лебяжье — деревня в Куртамышском районе Курганской области России. Входит в состав Песьянского сельсовета.

## География
Деревня находится в южной части области, в пределах юго-западной части Западно-Сибирской равнины, в лесостепной зоне, на левом берегу реки Горькой, на расстоянии примерно 29 километров (по прямой) к востоку-северо-востоку (ENE) от города Куртамыша, административного центра района. Абсолютная высота — 77 метров над уровнем моря.
Климат
Климат характеризуется как континентальный, с холодной продолжительной малоснежной зимой и тёплым сухим летом. Среднегодовая температура — −1 °C. Средняя температура воздуха самого холодного месяца (января) составляет −17,7 °C (абсолютный минимум — −49 °С); самого тёплого месяца (июля) — 19 °C (абсолютный максимум — 41 °С). Безморозный период длится 113 дней. Годовое количество атмосферных осадков — 344 мм, из которых 190—230 мм выпадает в вегетационный период. Продолжительность периода с устойчивым снежным покровом равна 161 дню.

## Население
| 1989 | 2002 | 2010 |
| ---- | ---- | ---- |
| 196  | ↘130 | ↘99  |

Гендерный состав
По данным Всероссийской переписи населения 2010 года в гендерной структуре населения мужчины составляли 51,5 %, женщины — соответственно 48,5 %.
Национальный состав
Согласно результатам Всероссийской переписи населения 2002 года, в национальной структуре населения русские составляли 98 %.